# Архонское сельское поселение
Архонское се́льское поселе́ние — муниципальное образование в Пригородном районе Северной Осетии Российской Федерации.
Административный центр — станица Архонская.

## История
Статус и границы сельского поселения установлены Законом Республики Северная Осетия-Алания от 5 марта 2005 года № 18-рз «Об установлении границ муниципального образования Пригородный район, наделении его статусом муниципального района, образовании в его составе муниципальных образований - сельских поселений и установлении их границ»

## Население
| 2002  | 2010  | 2011  | 2012  | 2013  | 2014  | 2015  |
| ----- | ----- | ----- | ----- | ----- | ----- | ----- |
| 7851  | ↗8149 | ↘8125 | ↗8193 | ↗8269 | ↗8310 | ↗8438 |
| 2016  | 2017  | 2018  | 2019  | 2020  | 2021  | 2023  |
| ↗8481 | ↗8486 | ↘8448 | ↘8394 | ↘8338 | ↘8258 | ↘8138 |
| 2024  | 2025  |       |       |       |       |       |
| ↘8085 | ↘8032 |       |       |       |       |       |

## Состав сельского поселения
| № | Населённый пункт | Тип населённого пункта          | Население |
| - | ---------------- | ------------------------------- | --------- |
| 1 | Архонская        | станица, административный центр | ↘8032     |